# Ken Zubay
Kenneth Peter Zubay (22 tháng 6 năm 1924 - 14 tháng 3 năm 2010) là một doanh nhân và chính khách người Mỹ.
Zubay sinh ra ở Endicott, New York. Ông tốt nghiệp Trường Trung học Union-Endicott năm 1942. Zubay phục vụ cho Hải quân Hoa Kỳ trong Chiến tranh thế giới thứ hai, tại cơ sở sửa chữa tàu ở Norfolk, Virginia. Ông cũng đi học nghề và tham gia các khóa đào tạo về nghiệp vụ quản lý. Zubay từng làm việc cho IBM. Ông cùng vợ và gia đình chuyển đến Rochester, Minnesota vào năm 1956 và tiếp tục làm việc cho IBM. Zubac là nghị sĩ của Hạ viện Minnesota từ năm 1975 đến năm 1982 và là đảng viên Đảng Cộng hòa. Zubay qua đời tại Bệnh viện Methodist ở Rochester, Minnesota.